# Korytarz do Naciekowej
Korytarz do Naciekowej – jaskinia w Doliny Kościeliskiej w Tatrach Zachodnich. Wejście do niej znajduje się w masywie Organów, powyżej Jaskini Zimnej, obok Jaskini Naciekowej, na wysokości 1190 m n.p.m. Długość jaskini wynosi 10,5 metrów, a jej deniwelacja 6 metrów. Jest ona częścią Jaskini Naciekowej, oddzielona od niej zawaliskiem.

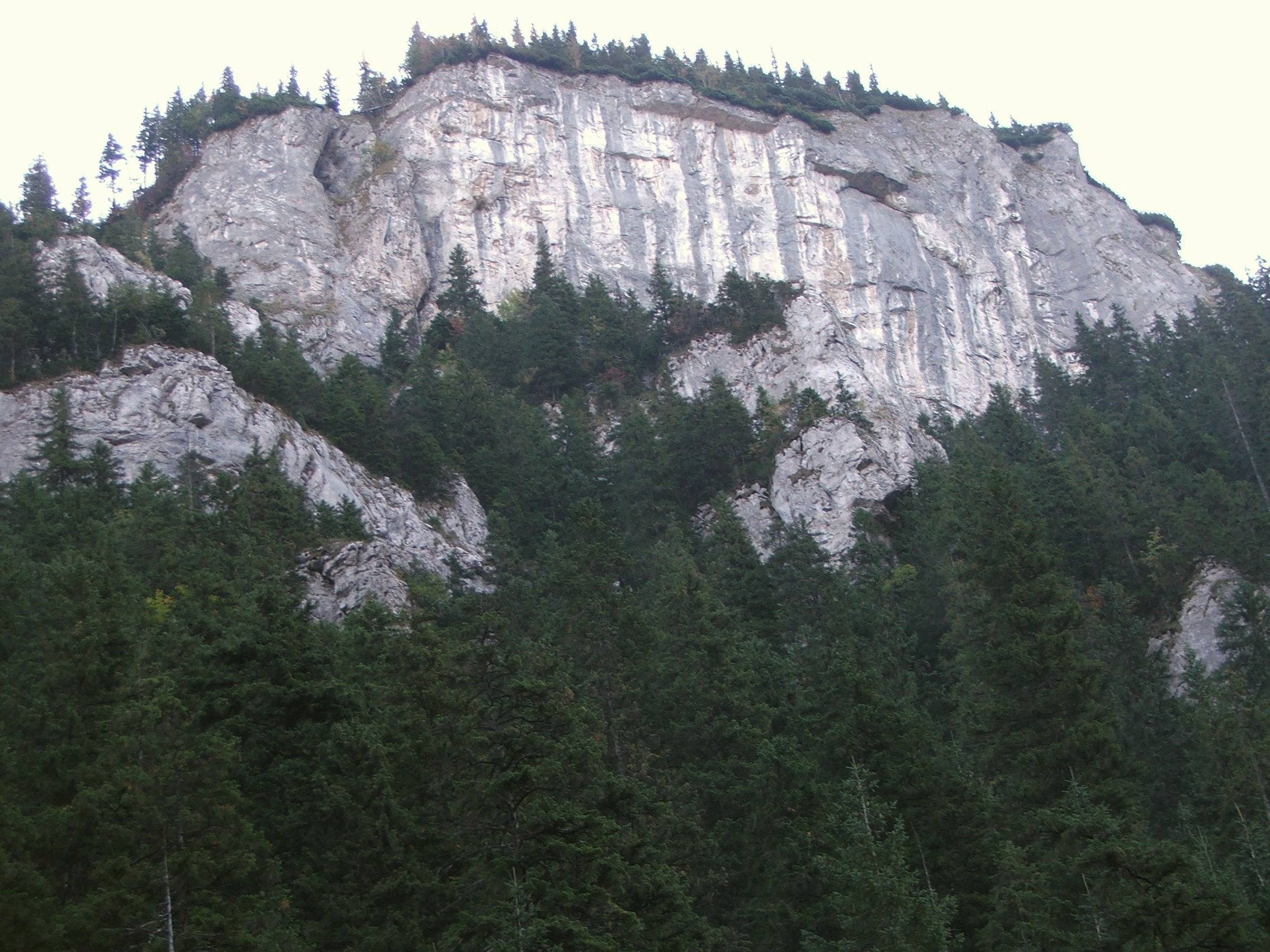
Organy w Dolinie Kościeliskiej

## Opis jaskini
Jaskinię stanowi idący stromo w dół korytarz zaczynający się w niewielkim otworze wejściowym, a kończący zawaliskiem. Mniej więcej w jego połowie znajduje się zacisk i niewielki próg. Przed zaciskiem odchodzi w bok krótki korytarzyk.

## Przyroda
W jaskini występują nacieki grzybkowe oraz mleko wapienne. Zamieszkują ją nietoperze. Ściany są wilgotne, nie ma na nich roślinności.

## Historia odkryć
Jaskinia była znana od dawna. Pierwszy szkicowy jej plan sporządzili Stefan Zwoliński i Jerzy Zahorski w 1934 roku. W 1989 roku przekopano zawalisko łącząc jaskinię z Jaskinią Naciekową, ale zaraz połączenie zasypano ze względu na niebezpiecznie osuwające się głazy.